# Iberolacerta aranica
La lucertola di Valle Arán (Iberolacerta aranica Arribas, 1993) è un rettile squamato appartenente alla famiglia dei Lacertidi.

## Descrizione
È una lucertola piccola, delicata e con parti superiori appiattite; il corpo è lungo 5-6,5 cm e la coda circa il doppio. È molto somigliante alla lucertola pirenaica delle rocce (I. bonnali), della quale era inizialmente considerata una sottospecie, ma se ne differenzia sostanzialmente per tre grandi scudi temporali (sostituiti nelle due specie affini da numerose piccole scaglie). La colorazione è estremamente variabile, anche in base al substrato dei vari habitat. Il dorso è perlopiù di colore grigio-brunastro poco vistoso, senza macchie o bande, ma talvolta si possono esservare macchie chiare sulle regioni anteriori del corpo o una banda dorsale mediana scura, in parte interrotta. I fianchi sono marroni scuri, il ventre biancastro e senza marcature.

## Biologia
Assieme alla lucertola pirenaica delle rocce (I. bonnali) e alla lucertola di Aurelio (I. aurelioi), forma un gruppo di tre lucertole di montagna strettamente imparentate tra loro che occupano tre piccoli areali isolati sui Pirenei spagnoli e francesi (I. aurelioi anche ad Andorra). Tutte e tre queste specie sono perfettamente adattate alla vita in alta montagna e poco differenziate a livello di caratteristiche morfologiche e biologiche. A causa delle condizioni climatiche estreme dei loro habitat, compiono un lungo periodo di letargo, di 6-9 mesi, restando attivi a seconda dell'altitudine tra la metà di maggio e settembre. Dopo una breve stagione riproduttiva le femmine depongono, solitamente tra giugno e luglio, 1-3 uova che si schiudono ad agosto.

## Distribuzione e habitat
La lucertola di Valle Arán è limitata a un ristretto areale dei Pirenei centrali, tra Spagna e Francia, nella regione della Valle de Arán (massiccio del Maubèrme, Lleida), dove compare a 1900-2700 m di altitudine. Tutte le specie popolano esclusivamente habitat aperti e rocciosi come per esempio falde detritiche o rocce calcaree con erba e arbusti nani.